# Tomáš Raszka
Tomáš Raszka (ur. 16 lipca 1971) – czechosłowacki skoczek narciarski. W 1992 zakończył karierę.
Największe sukcesy tego zawodnika to brązowe medale mistrzostw świata juniorów: w Saalfelden am Steinernen Meer (drużynowo) oraz w Štrbskim Plesie (indywidualnie).

## Mistrzostwa świata juniorów
- Indywidualnie
  - 1988 Saalfelden am Steinernen Meer (AUT) – 13. miejsce
  - 1989 Vang (NOR) – 44. miejsce
  - 1990 Štrbské Pleso (CSK) – brązowy medal
- Drużynowo
  - 1988 Saalfelden am Steinernen Meer (AUT) – brązowy medal
  - 1989 Vang (NOR) – 6. miejsce
  - 1990 Štrbské Pleso (CSK) – 4. miejsce

## Puchar Świata

### Miejsca w poszczególnych konkursach indywidualnychPucharu Świata
| Źródło | Źródło      | Źródło      | Źródło      | Źródło     | Źródło                 | Źródło     | Źródło                 | Źródło    | Źródło        | Źródło    | Źródło          | Źródło          | Źródło  | Źródło   | Źródło       | Źródło       | Źródło    | Źródło  | Źródło          | Źródło  | Źródło              | Źródło | Źródło | Źródło | Źródło | Źródło | Źródło | Źródło | Źródło | Źródło | Źródło | Źródło | Źródło | Źródło | Źródło | Źródło | Źródło | Źródło | Źródło | Źródło | Źródło | Źródło | Źródło | Źródło | Źródło | Źródło | Źródło | Źródło | Źródło |
| --- | ----------- | ----------- | ----------- | ---------- | ---------------------- | ---------- | ---------------------- | --------- | ------------- | --------- | --------------- | --------------- | ------- | -------- | ------------ | ------------ | --------- | ------- | --------------- | ------- | ------------------- | ------ | ------ | ------ | ------ | ------ | ------ | ------ | ------ | ------ | ------ | ------ | ------ | ------ | ------ | ------ | ------ | ------ | ------ | ------ | ------ | ------ | ------ | ------ | ------ | ------ | ------ | ------ | ------ |
| Sezon 1988/1989                                                                                                   |             |             |             |            |                        |            |                        |           |               |           |                 |                 |         |          |              |              |           |         |                 |         |                     |        |        |        |        |        |        |        |        |        |        |        |        |        |        |        |        |        |        |        |        |        |        |        |        |        |        |        |        |
| Thunder Bay | Thunder Bay | Lake Placid | Lake Placid | Sapporo    | Sapporo                | Oberstdorf | Garmisch-Partenkirchen | Innsbruck | Bischofshofen | Liberec   | Harrachov       | Oberhof         | Oberhof | Chamonix | Oslo         | Örnsköldsvik | Harrachov | Planica | Planica         | punkty  | punkty              | punkty | punkty | punkty | punkty | punkty | punkty | punkty | punkty | punkty | punkty | punkty | punkty | punkty | punkty | punkty | punkty | punkty |        |        |        |        |        |        |        |        |        |        |        |
| - | -           | -           | -           | -          | -                      | -          | -                      | -         | -             | 55        | 50              | -               | -       | -        | -            | -            | -         | -       | -               | 0       | 0                   | 0      | 0      | 0      | 0      | 0      | 0      | 0      | 0      | 0      | 0      | 0      | 0      | 0      | 0      | 0      | 0      | 0      |        |        |        |        |        |        |        |        |        |        |        |
| Sezon 1990/1991                                                                                                   |             |             |             |            |                        |            |                        |           |               |           |                 |                 |         |          |              |              |           |         |                 |         |                     |        |        |        |        |        |        |        |        |        |        |        |        |        |        |        |        |        |        |        |        |        |        |        |        |        |        |        |        |
| Lake Placid | Lake Placid | Thunder Bay | Thunder Bay | Sapporo    | Sapporo                | Oberstdorf | Garmisch-Partenkirchen | Innsbruck | Bischofshofen | Oberhof   | Bad Mitterndorf | Bad Mitterndorf | Lahti   | Lahti    | Bollnäs      | Falun        | Trondheim | Oslo    | Planica         | Planica | Szczyrbskie Jezioro | punkty |        |        |        |        |        |        |        |        |        |        |        |        |        |        |        |        |        |        |        |        |        |        |        |        |        |        |        |
| - | -           | -           | -           | -          | -                      | 60         | -                      | -         | -             | -         | -               | -               | -       | -        | -            | -            | -         | -       | -               | -       | -                   | 0      |        |        |        |        |        |        |        |        |        |        |        |        |        |        |        |        |        |        |        |        |        |        |        |        |        |        |        |
| Sezon 1991/1992                                                                                                   |             |             |             |            |                        |            |                        |           |               |           |                 |                 |         |          |              |              |           |         |                 |         |                     |        |        |        |        |        |        |        |        |        |        |        |        |        |        |        |        |        |        |        |        |        |        |        |        |        |        |        |        |
| Thunder Bay | Thunder Bay | Sapporo     | Sapporo     | Oberstdorf | Garmisch-Partenkirchen | Innsbruck  | Bischofshofen          | Predazzo  | Sankt Moritz  | Engelberg | Oberstdorf      | Oberstdorf      | Lahti   | Lahti    | Örnsköldsvik | Trondheim    | Trondheim | Oslo    | MŚL – Harrachov | Planica | punkty              | punkty | punkty | punkty | punkty | punkty | punkty | punkty | punkty | punkty | punkty | punkty | punkty | punkty | punkty | punkty | punkty | punkty | punkty |        |        |        |        |        |        |        |        |        |        |
| 37 | 34          | 37          | 27          | 54         | q                      | 55         | 47                     | -         | -             | -         | -               | -               | -       | -        | -            | -            | -         | -       | -               | -       | 0                   | 0      | 0      | 0      | 0      | 0      | 0      | 0      | 0      | 0      | 0      | 0      | 0      | 0      | 0      | 0      | 0      | 0      | 0      |        |        |        |        |        |        |        |        |        |        |
| Legenda |             |             |             |            |                        |            |                        |           |               |           |                 |                 |         |          |              |              |           |         |                 |         |                     |        |        |        |        |        |        |        |        |        |        |        |        |        |        |        |        |        |        |        |        |        |        |        |        |        |        |        |        |
| 1 2 3 4-10 11-15 poniżej 15 dq – dyskwalifikacja q – zawodnik nie zakwalifikował się - – zawodnik nie wystartował |             |             |             |            |                        |            |                        |           |               |           |                 |                 |         |          |              |              |           |         |                 |         |                     |        |        |        |        |        |        |        |        |        |        |        |        |        |        |        |        |        |        |        |        |        |        |        |        |        |        |        |        |

### Turniej Czterech Skoczni

#### Miejsca w klasyfikacji generalnej
| Sezon     | Miejsce | Źr.   |
| --------- | ------- | ----- |
| 1990/1991 | 82.     | [ 3 ] |
| 1991/1992 | 57.     | [ 4 ] |

## Puchar Kontynentalny

### Miejsca w klasyfikacji generalnej
| Sezon     | Miejsce |
| --------- | ------- |
| 1991/1992 | 17.     |

### Miejsca w pierwszej dziesiątce konkursówPucharu Kontynentalnego
1. Liberec – 18 stycznia 1992 (5. miejsce)
2. Harrachov – 19 stycznia 1992 (3. miejsce)
3. Willingen – 25 stycznia 1992 (5. miejsce)
4. Willingen – 26 stycznia 1992 (9. miejsce)

### Miejsca w poszczególnych konkursachPucharu Kontynentalnego
| Źródło                                                                        | Źródło         | Źródło       | Źródło      | Źródło  | Źródło     | Źródło     | Źródło    | Źródło    | Źródło    | Źródło    | Źródło    | Źródło  | Źródło           | Źródło           | Źródło   | Źródło     | Źródło | Źródło | Źródło   | Źródło    | Źródło    | Źródło | Źródło | Źródło | Źródło | Źródło | Źródło | Źródło | Źródło | Źródło | Źródło | Źródło | Źródło | Źródło | Źródło | Źródło | Źródło | Źródło | Źródło | Źródło | Źródło | Źródło | Źródło | Źródło | Źródło | Źródło | Źródło | Źródło | Źródło | Źródło | Źródło | Źródło | Źródło | Źródło | Źródło | Źródło | Źródło | Źródło | Źródło |        |
| ----------------------------------------------------------------------------- | -------------- | ------------ | ----------- | ------- | ---------- | ---------- | --------- | --------- | --------- | --------- | --------- | ------- | ---------------- | ---------------- | -------- | ---------- | ------ | ------ | -------- | --------- | --------- | ------ | ------ | ------ | ------ | ------ | ------ | ------ | ------ | ------ | ------ | ------ | ------ | ------ | ------ | ------ | ------ | ------ | ------ | ------ | ------ | ------ | ------ | ------ | ------ | ------ | ------ | ------ | ------ | ------ | ------ | ------ | ------ | ------ | ------ | ------ | ------ | ------ | ------ | ------ |
| Sezon 1991/1992                                                               |                |              |             |         |            |            |           |           |           |           |           |         |                  |                  |          |            |        |        |          |           |           |        |        |        |        |        |        |        |        |        |        |        |        |        |        |        |        |        |        |        |        |        |        |        |        |        |        |        |        |        |        |        |        |        |        |        |        |        |        |        |
| Oberwiesenthal                                                                | Oberhof        | Courchevel   | Sankt Aegyd | Planica | Saalfelden | Ruhpolding | Liberec   | Harrachov | Willingen | Willingen | La Molina | Szczyrk | Schönwald        | Titisee-Neustadt | Chamonix | Le Brassus | Sprova | Meldal | Feldberg | Feldberg  | punkty    | punkty | punkty | punkty | punkty | punkty | punkty | punkty | punkty | punkty | punkty | punkty | punkty | punkty | punkty | punkty | punkty | punkty | punkty | punkty | punkty | punkty | punkty | punkty | punkty | punkty | punkty | punkty | punkty | punkty | punkty | punkty | punkty | punkty | punkty | punkty | punkty | punkty | punkty | punkty |
| -                                                                             | -              | -            | -           | -       | -          | -          | 5         | 3         | 5         | 9         | -         | -       | -                | -                | -        | -          | -      | -      | -        | -         | 44        | 44     | 44     | 44     | 44     | 44     | 44     | 44     | 44     | 44     | 44     | 44     | 44     | 44     | 44     | 44     | 44     | 44     | 44     | 44     | 44     | 44     | 44     | 44     | 44     | 44     | 44     | 44     | 44     | 44     | 44     | 44     | 44     | 44     | 44     | 44     | 44     | 44     | 44     | 44     |
| Sezon 1992/1993                                                               |                |              |             |         |            |            |           |           |           |           |           |         |                  |                  |          |            |        |        |          |           |           |        |        |        |        |        |        |        |        |        |        |        |        |        |        |        |        |        |        |        |        |        |        |        |        |        |        |        |        |        |        |        |        |        |        |        |        |        |        |        |
| Oberwiesenthal                                                                | Oberwiesenthal | Sankt Moritz | Sankt Aegyd | Planica | Planica    | Wörgl      | Willingen | Willingen | Gallio    | Gallio    | Zakopane  | Szczyrk | Titisee-Neustadt | Schönwald        | Chamonix | Oberhof    | Sprova | Sprova | Kuopio   | Gällivare | Gällivare | punkty |        |        |        |        |        |        |        |        |        |        |        |        |        |        |        |        |        |        |        |        |        |        |        |        |        |        |        |        |        |        |        |        |        |        |        |        |        |        |
| -                                                                             | -              | -            | -           | -       | -          | -          | -         | -         | -         | -         | 38        | 27      | -                | -                | -        | -          | -      | -      | -        | -         | -         | 0      |        |        |        |        |        |        |        |        |        |        |        |        |        |        |        |        |        |        |        |        |        |        |        |        |        |        |        |        |        |        |        |        |        |        |        |        |        |        |
| Legenda                                                                       |                |              |             |         |            |            |           |           |           |           |           |         |                  |                  |          |            |        |        |          |           |           |        |        |        |        |        |        |        |        |        |        |        |        |        |        |        |        |        |        |        |        |        |        |        |        |        |        |        |        |        |        |        |        |        |        |        |        |        |        |        |
| 1 2 3 4-10 11-30 poniżej 30 dq – dyskwalifikacja - – zawodnik nie wystartował |                |              |             |         |            |            |           |           |           |           |           |         |                  |                  |          |            |        |        |          |           |           |        |        |        |        |        |        |        |        |        |        |        |        |        |        |        |        |        |        |        |        |        |        |        |        |        |        |        |        |        |        |        |        |        |        |        |        |        |        |        |